# Žemaitė

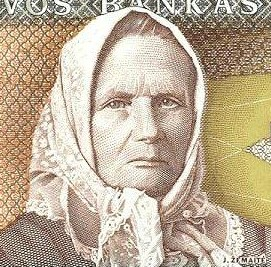
Žemaitė auf der 1-Litas-Note von 1993

Žemaitė, eigentlich Julija Beniuševičiūtė-Žymantienė, (* 23. Maijul. / 4. Juni 1845greg. in Bukantė bei Plungė; † 7. Dezember 1921 in Marijampolė) war eine litauische Schriftstellerin. Aus verarmtem  Adel stammend beteiligte sie sich an der nationalen Erweckungsbewegung Litauens. Sie schrieb im realistischen Stil über das bäuerliche Leben.

## Leben
Ihre Eltern verboten ihr als Kind mit den Kindern ihrer Leibeigenen zu spielen oder deren litauische Sprache zu lernen. Über diese Verbote setzte sie sich hinweg, da sie sich zu den Landarbeitern hingezogen fühlte. Dabei wurden ihr deren Unterdrückung durch die Leibeigenschaft und ihr aus Armut und Elend herrührendes Unglück bewusst. Diese Erfahrungen bildeten später die Grundlage ihrer schöpferischen Arbeit. Žemaitė wurde keine ordentliche Schulbildung zuteil, sie bildete sich aus der Lektüre zahlreicher Bücher selbst.
1863 gehörte sie zu den Unterstützern des Januaraufstands und heiratete einige Jahre darauf Laurynas Žymantas, einen der Aktivisten dieses Aufstandes, dem sie auf dem Gut Džiuginėnai begegnete, wo sie als Dienstmädchen und er als Förster tätig war. Während der nächsten 30 Jahre arbeitete sie auf ihrem Bauernhof, zog Kinder groß und stand im Kampf gegen die Armut. 1883 zog die Familie in das Dorf Ušėnai bei Užventis. Dort lernte Žemaitė Povilas Višinskis kennen, der sie mit litauischen Zeitschriften (Aušra, Varpas, Apžvalga) vertraut machte und sie ermutigte, selbst zu schreiben und an der nationalen Erweckung der Litauer teilzunehmen. Ihr erstes Werk, Herbstabend (Litauisch: Rudens vakaras), erschien in einem Kalender von 1895. Višinskis und Jonas Jablonskis lasen ihre Arbeiten Korrektur, gaben Ratschläge und förderten so ihr Talent.
1912 zog Žemaitė nach Vilnius um, wo sie in der Verwaltung und Herausgeberschaft für verschiedene Publikationen tätig war. Während des Ersten Weltkrieges ging sie zuerst nach Russland und später in die Vereinigten Staaten, wo ihr Sohn Antanas bereits mehrere Jahre lebte. Sie hielt Reden in den Litauisch-Amerikanischen Gemeinschaften, sammelte Unterstützungsgelder für Kriegsopfer und schrieb Artikel für die örtliche Presse. 1921 kehrte sie nach Litauen zurück, wo sie im selben Jahr starb.

## Werke
Žemaitė schrieb über die Bauern in einer Sprache, die sich eng an deren gesprochene Sprache anlehnt, lebendig, bildhaft und mit einem umfangreichen Vokabular. Ihre Werke wirken meist düster, wenn sie Armut, Besitzstreben und familiäre Streitigkeiten darstellt. Die Autorin zeichnet ein Alltagsleben voller kleiner Konflikte, lebhafter Auseinandersetzungen, ärmlicher Umstände in einer schönen Natur. Sie bietet keine Erklärungen, keine Theorien oder Vorschläge an. Obwohl sie in eine adlige Familie geboren worden war, beschrieb sie nicht das adlige Leben, das sie als fremd und feindselig erlebte.
Die besten ihrer etwa 150 Werke stammen aus den Jahren 1896–1898. Die bekanntesten sind:
- Marti (Die Schwiegertochter)
- Topylis
- Petras Kurmelis
- Sutkai
- Gera galva (Guter Kopf)

Verschiedene Gesamtausgaben sind erschienen, zuletzt:
- Rastai : [sesi tomai] / Hrsg.: Seselgis, Aleksandras. Vilnius: Žara, 1995, ISBN 9986-34-003-9

Außerdem:
- Autobiografija. Vilnius: Baltos Lankos, 1996. ISBN 9986-403-82-0

Deutsch:
- Die Schwiegertochter. Berlin: Aufbau-Verlag, 1973 (Enth.: Die Schwiegertochter, Topylis, Petras Kurmelis)

## Trivia

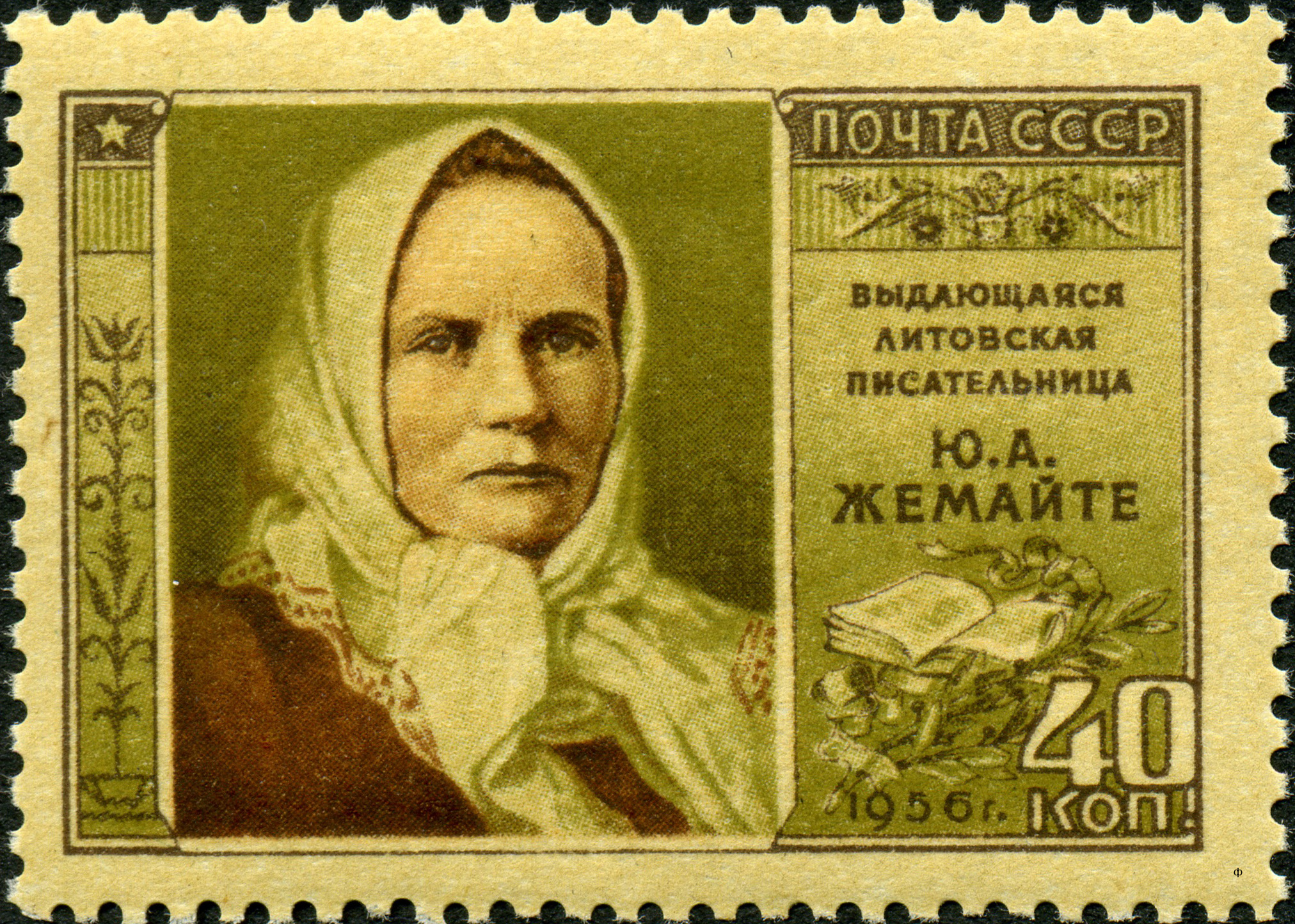
Sowjetische Briefmarke (1956)

- Ihr Pseudonym bedeutet Schemaitin.
- Die sowjetische Post gab 1956 anlässlich des 35. Todestages Žemaites eine Sondermarke heraus.
- Sie ist die einzige Frau auf einer litauischen Banknote (die 1-Litas-Note wurde allerdings 1998 durch eine Münze ersetzt).
- Der Schriftsteller Johannes Bobrowski beschrieb eine Fotografie von Žemaitė in seinem Text "Gedenkblatt", der 1967 in der Sammlung "Der Mahner" veröffentlicht wurde.
- Am 21. März 2022 wurde ein Asteroid nach ihr benannt: (348511) Žemaitė.

## Quelle
- Encyclopedia Lituanica. Boston (Mass.), 1970–1978. Band VI, S. 307–309.